# 일본의 사형제
일본은 사형제도를 유지하고 있으며, 개요와 역사는 아래와 같다.
일본은 사형을 법정형 중 하나로 정하고 있으며, 그 방법은 교수형으로 규정되고 있다.

## 사형이 있는 범죄
법정형에 사형이 있는 범죄(미수도 포함)는 아래와 같으며, 이것들은 원칙으로서 제1심에서는 재판원 재판의 대상사건이 된다 (재판원의 참가하는 형사 재판에 관한 법률 제2조 제1항 제1호. 단, 대상사건으로의 제외되었을 경우나 내란죄와 같이 지방법원이 관할하지 않는 사건(재판소법16조4항 참조)등을 제외한다). 재판소는, 법정에 제출된 증거를 바탕으로, 과거의 판례 (소위 나가야마 기준 등)도 합쳐서 검토해 판결을 내린다.
- 형법(조문번호순)
  - 내란죄 (77조 1항: 주모자만 사형이 될 수 있다)
  - 외환유치죄 (81조: 법정형이 사형만의 죄(현행 형법상에서 유일)에서, 사망자가 생기게 하지 않고 있을 경우나, 미수의 경우라도 사형이 되지만, 정상에 의해 법정감경·고려 감경의 가능성은 있다)
  - 외환원조죄 (82조)
  - 현재주거건조물등 방화죄 (108조:판례상은 통상, 치사의 결과를 생기게 했을 경우)
  - 격발물파열죄 (117조:판례상은 통상, 치사의 결과를 생기게 했을 경우)
  - 현재주거건조물등 침해죄 (119조:판례상은 통상, 치사의 결과를 생기게 했을 경우)
  - 기차전복등 치사죄 (126조3항)
  - 수도독물등 혼입치사죄 (146조)
  - 살인죄 (199조)
  - 강도치사죄·강도살인죄 (240조 후단)
  - 강도강간치사죄 (241조)
    - 대역죄(73조), 이적 행위(83∼86조), 존속살인(200조): 삭제
- 조직적인 범죄의 처벌 및 범죄수익의 규제 등에 관한 법률
  - 조직적인 살인죄 (3조, 형법 199조)
- 인질에 의한 강요 행위등의 처벌에 관한 법률
  - 인질살해죄 (4조)
- 항공기의 강취등의 처벌에 관한 법률
  - 항공기강취 등 치사 (2조)
- 해적행위의 처벌 및 해적행위에의 대처에 관한 법률
  - 이하의 해적행위로 사람을 사망시켰을 경우 (4조)
    - 선박강취·운행 지배 (2조 1호)
    - 선박내의 재물강취 등 (2조 2호)
    - 선박내에 있는 사람의 약취 (2조 3호)
    - 인질강요 (2조4호)
- 폭발물단속벌칙
  - 폭발물사용(1조)

이 중 내란죄는 사형이 적용된 사례가 존재하지 않으며, 외환죄는 적용 사례조차 존재하지 않는다.
일본의 법률상에서는, 상기의 범죄의 미수로 다른 사람의 생명을 빼앗지 않아도 사형이 될 수 있지만, 실제의 판례에서는, 전후의 경우, 다른 사람의 생명을 빼앗았을 경우에만 사형판결이 내려지고 있다.

## 사형의 양형기준
일본에 있어서 사형판결을 선고하는 때는, 나가야마 노리오(永山則夫) 연속 사살 사건으로 최고재판소(쇼와 58년(1983년) 7월 8일 판결)이 나타낸 사형적용 기준의 판례를 참고로 하고 있을 경우가 많다. 그 때문에 나가야마(永山) 기준이라고 불려, 제1차 상고심판결에서는 기준으로서 이하에 9항목이 제시되고 있다.
1. 범죄의 성질
2. 범행의 동기
3. 범행태양(범행의 형태), 특히 살해 방법의 집요성, 잔학성
4. 결과의 중대성, 특히 살해된 피해자의 수
5. 유족의 피해감정
6. 사회적 영향
7. 범인의 연령
8. 전과
9. 범행후의 정상

### 범행의 동기
- 금전관계의 살인: 보험금목적의 살인이나 영리유괴의 살인 등에서는 피해자가 1명만이라도 있어도 사형[1]이 되는 경우가 많기 때문에 금전관계의 살인범은 사형 또는 무기징역의 극형이 될 경우가 많다.
- 심신상실자의 행위: 피해자 4명 이상으로 신주쿠 니시구치 버스 방화 사건(사망자6명)이나 후카가와 괴한 살인사건(사망자 4명), 니시나리 구 마약중독자 살인사건(사망자4명)에서는, "심신상실자의 행위는 처벌하지 않는다. 심신 모약자의 행위는, 그 형을 감경한다"라고 하는 형법 39조에 따르고, 가해자의 범행 때는 심신 모약이었던 것이 인정을 받아, 법률상의 형의 감경으로서 형법 68조 1호의 규정에 의해, 무기징역의 판결이 확정할 경우도 있다.(단, 마약·각성제·알코올 등으로 "고의" 또는 "과실"로 심신상실에 빠졌다고 인정을 받았을 경우, 형법 39조의 규정은 적용되지 않는다)
- 가족자살: 대량살인이여도 가족자살을 계획해서 살아 남은 부모에 대해서는 지극히 경미한 형으로 끝마쳐질 경우[2] 조차 있어, 중에는 심신상실을 이유로 불기소처분이 된 사례조차 있다.
- 부모가 어린이를 살해했을 경우: "지나친 친권의 남용"이라고 해석되기 때문, 처음부터 살인죄 자체를 적용하는 케이스가 적다.(상해 치사죄를 적용하는 케이스가 많음) 때문에 사형이 안될 경우가 대부분이며, 어린이에게 장애가 있을 경우에는, 살해된 어린이에게는 책임이 없는에도 불구하고, "징역 3년, 집행 유예 5년"과 같은 집행유예가 되는 사례도 여기저기 볼 수 있다. 또 동일하게 병상인을 간호하고 있었던 친족이 살해했을 경우에는, 정상 참작에 의해 기소 유예될 경우조차 있다. 이렇게, 보험금으로부터 보아가 아니면 가정내의 살인에 대해서는 "정상 참작" 되어 사형이 적용되는 것은 먼저 없다.

#### 예
- 계획적 범행이 아니었던 사건으로 사형판결이 내려지지 않은 예
  - 고토맨션 실종 살인사건(ja:江東マンション神隠し殺人事件)에서는, 검찰도 피해자유족의 처벌 감정이나 과거에 피해자가 한 사람이라도 사형판결이 내려진 사례를 들고, 사형을 요구한, 일심·이심과도 그것을 멀리해 무기징역이 선고되어 확정했다. 이심의 도쿄고등법원은, 검찰의 피해자가 1명의 사형판결의 사례에 대하여, "잔학성의 정도나 피고의 범죄경향의 깊이 등에 차이가 있고, 동일하게 사형을 선택해야 하다라는 근거가 안된다"라고 진술했다.[3] "살해를 처음부터 의도하지 않고 있었던 것" "증거은멸로 사체를 분해한 것은 살해 후였던 것" "피고인의 성격은 이상했다고 한들, 체포경력이 없었다" 것부터, 형사법학자에게서는 재판관이 사형판결이 내려져 하기 어려운 사건이었다라고 지적되고 있다.[4]
- 공범자가 강한 지배 밑에 두어지고 있었기 때문에 복수인의 살해를 실행했는데도 불구하고 사형이 안된 예
  - 기타큐슈 감금 살인사건(ja:北九州監禁殺人事件)에서는, 주모자의 남자의 지시에 따라 6명의 살해와 1명의 상해(치사)를 실행한 여자에 대해서, 제1심의 후쿠오카 지방재판소 오구라(小倉) 지부는 사형으로 했지만, 제2심의 후쿠오카 고등법원은 주모자인 남자가 강한 지배 밑에 두어져 추종적으로 관여한 것에 지나지 않는다고 해서 무기징역이라고 해서 대법원도 "주모자에게서 학대를 계속해서 받은 결과, 범행에 가담한 점 등을 고려하면, 사형으로 하는 것 이외에 없으면은 단정하기 어렵다"라고 이 판단을 유지했다.[5]

## 사형 집행까지의 과정

### 사형판결
사형판결에서는, 피고인의 심리상태를 고려해 주문낭독이 뒤로 미뤄지는 적이 많다.(통상의 형사 재판에서는, 주문을 먼저 낭독한 후에 판결 이유의 낭독이 이어진다)
이 때문에 판결 공판의 첫머리에 주문낭독이 행해지지 않고 먼저 판결 이유의 설명이 행하여지는 것은 "사형의 가능성이 대단히 높다"라고 재판의 당사자나 보도기관등이 판단하는 재료가 된다.(예외도 있다) 이 경우, 매스컴 속보에서는 "엄격한 판결" "극형이 예상되는 전개" 등이라고 보도된다.

### 사형확정자의 구치
사형의 언도를 받은 사람은, 그 집행에 이르기까지 형사시설에 구치된다.(일본 형법 11조2항) 사형의 언도를 받아서 구치되고 있는 사람을 사형확정자라고 한다.(형사수용시설 및 피수용자 등의 처우에 관한 법률 제2조 11호) 이 구치의 법률상의 위치 부여는 "사형의 집행 행위에 필연적으로 부수되는 서론수속"이며 형의 집행 바로 그것이 아니다.(쇼와 60년(1985년) 7월 19일 대법원판결) 법리론상, 사형과는 어디까지나 교수의 집행 바로 그것을 좋은(형법11조2항), 집행에 이르기까지의 구치는 특수한 구금 상태이며, 사형확정자는 형사수용 시설 및 피수용자 등의 처우에 관한 법률로 말하는 "수형자"에도 포함되어 있지 않다.(형사수용 시설 및 피수용자 등의 처우에 관한 법률의 "수형자"와는 징역수형자, 금고 수형자 또는 구류 수형자를 말하는, 동법 제2조 4호)
사형이 집행될 때까지, 사형확정자는 형장을 소유하는 이하의 형사시설에 구치된다.(형법11조2항)
- 삿포로 형무소(구치는 삿포로 구치지소)
- 미야기 형무소(구치는 센다이 구치지소) - 도쿄 구치소에 형장이 설치되기 이전에는 미야기 형무소에서 사형을 집행하고 있어, "센다이 보냄"이 사형의 대명사가 되고 있었던 시대도 있다.
- 도쿄 구치소
- 나고야 구치소
- 오사카 구치소
- 히로시마 구치소
- 후쿠오카 구치소

구치소에 의해 약간 다르지만, 사형확정자는 집행까지의 사이, 변기·개수대·책상·침구등이 수납된 3장 정도의 거실(제2종 독방이라고 불린다) 안에서 도주·자살·자상방지용의 카메라에 24시간 감시되면서 생활을 한다. 거실 창문과 철격자의 사이는 작은 구멍이 뚫린 금속판이나 루버 등의 차폐 판으로 덮어지는 방이 대부분이며, 밖의 경치는 대부분 보이지 않고, 환기도 대단히 나쁘고, 대부분의 구치소에는 냉난방장치도 없다.
기상은 오전 7시, 취침은 오후 9시이지만, 카메라로 감시를 하기 위해서, 밝은 빛을 어둡게 하는 감소등처치가 행하여져, 소등은 하지 않는다. 운동은 하기는 주 2회, 하기이외는 주 3회, 목욕은 하기는 주 3회, 하기이외는 주 2회. 운동은 베란나 콘크리트 바닥이 있는 곳에서 30분정도로, 줄넘기만 지급된다. 목욕은 갈아입을 옷도 포함시켜 15분정도. 단 요즘은, 구치소측이 규정을 확대 해석함으로써, 이것보다 많을 경우도 있다고 한다. 그 이외는 거실 안(속)에서 앉아서 보낸다. 식사는 아침 식사가 오전 8시, 점심이 오전 11시반, 저녁 식사는 오후 4시반에 지급된다 (식사의 맛을 냄, 양은 개인차가 있어 평가는 구구하지만, 생 야채가 없기 때문 비타민 부족해지는 경향이 있다. 그 때문에, 친근자에게서의 차입인가, 신청해서 과일류를 구입해서 섭취한다).
희망하면, 봉투 붙이기 등의 경작업(속죄)도 할 수 있고, 상여금을 얻을 수 있다 (최고, 월 4∼5000엔 정도)

### 외부와의 교통
외부교통은 편지의 발수와 면회하는 것에 한정된다.
편지는 1일에 1통 발신할 수 있다. 내용에 대해서는 검사된다.
면회는 1일에 1회 허가되어, 내용은 기록된다. 면회 시간은 길더라도 30분이내와 정해져 있지만, 실제는 길어서 10∼15분정도 미치지 않고, 짧을 때에는 5분정도로 이야기를 끊도록 재촉된다.
면회할 수 있는 상대는 다음 어느 것인가에 한정되어 있다.
- 친족·혼인 관계의 조정, 소송의 수행, 사업의 유지기타의 사형확정자의 신분상, 법률상 또는 업무상이 중대한 이해에 영향을 미치는 용무의 처리 때문에 면회하는 것이 필요한 사람
- 면회하러보다 사형확정자의 심정의 안정에 이바지한다고 인정을 받는 사람
- 전기에 내세우는 사람이외인으로부터 면회의 제안이 있었을 경우에 있어서, 그 사람과의 교우 관계의 유지기타 면회하는 것을 필요로 하는 사정이 있어,동시에, 면회하러보다 형사시설의 규율 및 질서를 해치는 결과를 생기게 하는 우려가 없다고 인정하는 사람에게 한정되어 있다.

가족이외의 친구나 저널리스트, NGO스탭 등이 면회를 신청해도, 허가될 것인가 아닌가는 해당형사시설의 취급에 의해 다른 것과 고려된다.(취재를 목적으로 한 면회는 일체 허가되지 않고, 저널리스트 등이 면회할 경우는 "면회한 것을 기사로 하지 않는다"라고 하는 취지의 서약서를 쓰게 한다)
이것 때문에, 가족과 멀어져지고 있을 경우 등에는, 몇년간이나 누구와도 면회할 수 없는 사람도 있다. 또, 사형확정자의 지원자들이 양자결혼 등을 하고, 가족으로서 면회를 추구했을 경우도 거부된다.(군마 3여성살인사건의 사형수와 그 양부모. 면회 때문에만큼 양자결혼이 되고, 가족이라고 하는 형으로 면회하는 것을 형사시설측이 거부한 것은 합헌으로 하는,이라고 하는 판례가 내놓았다)
이러한 외부교통의 제한에 대해서 일본변호사연합회는 보고서로, 국제인권규약에 어긋난다고 하고 있다.

### 검찰 송치
사형판결이 확정하면, 판결 등본과 공판기록이 해당사형을 구형한 검찰청에 보내진다. 고등검찰청의 검사장,혹은 지방검찰청의 검사정은, 이 서류를 바탕으로, 사형확정자에 관한 탄원서를 작성해 법무대신에게 제출한다.
탄원서는, 법무성 형사국에 돌려져, 동시에 검찰청에서 형사국에 재판의 확정 기록이 옮겨진다. 형사국 총무과는 자료에 부족이 없는 것을 확인하고,또 확정 사형수에 대해서 재판에 제출되지 않은 증거기록을 송부하도록 명령하고, 형사국 담당의 검사가 기록을 심사한 뒤에서 "사형 집행 기초 방안서"를 작성, 최종적으로 법무대신에게 상신한다.
이 법수속은, 사법권이 내린 생명을 빼앗는 형벌을 적용하는 판단을 행정권이 다시 체크하기 위해서 마련된 것이다. 법무관료가 사형 집행에 문제 없다고 판단한 사형수에 대해서, 법무대신(장관)의 집행명령서의 서명을 추구한다.
이 확인 작업에 있어서, 관료의 재량권의 안에 주관적 판단이 개재한다고 말해지고 있다. 일본의 형사 재판에서는 일반적으로 3심제이지만, 이렇게 사형에 관해서는 판결이 확정한 후, 법무대신(장관)이 사형 집행 명령에 서명하는 이전 단계에서, 더욱 법무성 형사국 검사에 의한 재판 기록의 심사가 해져, 건강 상태에 문제가 있거나,또 원죄의 가능성이 있는등 집행에 장해가 있는 사형수가 배제되어 가기 위해서, 사형안건에 대해서는 사실상에 4심제라고 표현 될 것도 있다.
통상, 사형해당 범죄의 경우, 그 재판 자료는 방대한 것이기 때문에 심사에는 상당한 시간이 걸린다. 특히, 형의 집행을 정지 해야 할 건, 비상상고의 유무 건, 재심의 건, 특별사면에 상당할 것인가 아닌가의 건은 신중하게 확인된다. 또, 요사이에 사형확정자가 임신했을 경우나, 정신에 이상을 초래했을 경우는, 서류는 형사국으로 되돌려진다.
심사의 결과, 사형 집행에 문제가 없다고 판단되어, 형사국 부검사에 의해 작성된 사형 집행 기초 방안서는 형사국, 교정국, 보호국의 결재를 받고, 이 결재의 확인 뒤 "사형 집행 명령서"로서 대신관방에게 보내진다.
사형 집행 명령서는 관방장(官房長)의 결재를 경과하고, 법무대신 아래에 도착한다. 원래라면 법무사무차관의 결재가 필요하지만, 법무대신과 법무성의 사무방대표인 법무사무차관의 결재가 엇갈려서는, 정치적 문제가 되므로, 법무사무차관의 결재는, 법무대신(장관)의 결재를 경과한 안건만큼 행하여진다.

### 집행명령
현재 일본에서 사형 집행을 최종판단하는 것은 민간인은 법무대신이, 자위대는 방위대신이 하고 있다. 일본 형사소송법 475조 제1항은 "사형의 집행은, 민간인은 법무대신이, 자위대는 방위대신의 명령에 따른다."라고 되어 있다. 이 명령은, 판결 확정의 날부터 6개월이내에 해야 하지만 (형사소송법475조 제1항 본문), 상소권 회복, 재심의 청구, 비상상고, 특별사면의 출원·제안이 되어 그 수속이 종료할 때까지의 기간 및 공동 피고인이었던 사람에게 대한 판결이 확정할 때까지의 기간은 산입되지 않는 것이 되고 있다.(일본 형사소송법475조 제2항 단서)
한편, "지지 통신사"(2012년 8월 19일）에 의하면, "사형 집행 명령서"에 각료의 서명은 없고, 인자된 각료의 이름 옆에 공인이 밀리고 있는 것만으로, 관련 문서로서 법무성 간부(각료 이하 계 13명)의 결재 표시가 밀린 다음의 서류 2양이 있다.
· "사형사건심사 결과(집행상당)": 각료, 부각료의 자필서명의 이외, 사무차관, 형사국장, 형사국 총무과장 등 5명이 날인.
· "사형 집행에 대해서(기초 방안서: 형사국 총무과)": 구치소를 관할하는 교정국, 보호국의 간부 3명의 날인.
또, 대부분의 경우, 기초 방안된 그 날중에 모든 결재를 마치고, 집행명령이 나오고 있어, 모두 명령으로부터 3일이내에 검찰관에 의한 집행 지휘가 행해지고, 실제의 집행은 명령에 2∼4일 후였다.(당시 재임중이던 하토야마 구니오(鳩山邦夫) 법무장관이 처음으로 대상의 성명을 공표한 2007년 12월에서 2012년 3월까지 사형이 집행된 30명)
2013년 1월 11일, "아사히신문"이 법무성에 대하여, 과거 5년간(2007년 12월 ∼ 2012년 9월에 자민당, 민주당 6명이 법무대신이 결재해서 집행된 34명의 사형수에게 집행된 사형에 대해서 정보공개를 청구한 결과, "사형 집행 명령서" 등 10종류의 문서가 총 1137장이 공개되었다.
이 공개 문서에 따르면, 법무대신/방위대신이나 법무성/방위성 간부 등 총 13명이 서명·날인해서 결재하고, 각료의 명령으로부터 2~4일후에 집행되고 있었던 것이 밝혀졌다. 또, 사형판결의 확정으로부터 1~6개월 정도로, 검찰청이 법무대신 앞에서 사형 집행을 추구하는 "사형 집행 탄원서"를 제출하고 있었다. 집행명령은 확정 시로부터 "6개월 이내"로 되어 있는 일본 형사소송법의 결정을 따르고 있기 때문인 것으로 보인다.
한편, 결재 문서의 일부에 기재 오류가 존재한 것이 밝혀져, 2009년 1월에 4명이 집행되었을 때, 당시의 모리 에이스케(森 英介) 법무대신이 서명한 "사형사건심사 결과"의 결재일은, "2008년 1월 26일"이라는 연도가 잘못해서 기재되었다. 서명·날인한 법무성 간부나 법무대신 등 7명은 연도의 기재 오류를 알아차리고 있지 않고, 그대로 결재되어서 사형이 집행되었다. 그 외에도, 2008년 2월의 집행분에서는 교정 국장들이 날인한 문서의 결재일의 기재 누설이 존재했다. 이것에 대하여, 법무성 형사국은 "단순 오류로, 문서의 효력은 변함없다고 생각하고 있지만, 잘못이 있었던 것은 미안하다"라고 하였다.

### 집행준비
민간인은 법무대신이, 자위대는 방위대신이 서명, 날인해서 집행명령서가 작성되면, 형사시설의 대표에 보내지고, 5일 이내에 사형이 집행된다.(형사소송법 476조) 법률(형사수용 시설 및 피수용자 등의 처우에 관한 법률 178조 2항)의 규정에 의해, 일요일, 토요일, 공휴일법에 정하는 휴일, 12월29일에서 1월3일까지의 사이는 원칙사형의 집행은 행하여지지 않지만, 예전에는 오미소카(양력 대회일)에 사형이 집행되는 경우가 있었다.
또, 한번에 사형이 집행되는 것은 하나의 형사시설에서 한사람이 기본이지만, 두사람이 시간을 두고 집행된 예도 다수 있다. 또, 공범관계에 있는 사형수의 경우, 같은 날에 사형을 집행한다고 하는 관례가 있다. 단, 후쿠오카 병원장 살인사건이나 유바리 보험금 살인사건(ja:夕張保険金殺人事件) 등 예외도 다수 있다. 또, 후술의 다나카 이사지(ja:田中伊三次)가 동시에 23명에게 집행명령을 냈을 때는, 전원의 사형 집행에 1개월 이상 걸리고 있어 "5일이내에 사형"은 형사시설의 준비에 의해 늦은 경우가 있다.
집행 예정일은, 사형확정자나 그 가족·매스컴·피해자의 가족 등, 외부에는 일체 알게 하지 않는다. 과거에는 해당 사형확정자에게 전날 또는 전전날에 집행의 예정을 알리고, 사형확정자가 희망하는 식사를 될 수 있는 한의 범위에서 주고, 특별한 목욕이나 친족과의 면회를 허가하고, 동수(同囚, 동료 수감자)나 종교교회사나 담당 형무관들을 섞어 "이별회"를 하는 경우도 있었다. 또 "이별회"의 개최는 후술의 다마이 사쿠로(玉井策郎) 오사카 구치소 소장(당시)이 1956년에 요미우리신문의 지면에서 공개한 비밀녹음으로 밝혀졌다.
그러나, 현재는 사형확정자에게 당일 아침에 집행을 알릴 수 있어, 오전 중에 집행되는 경향에 있다. 사전통지가 행하여지지 않을 이유에 대해서는, 사형통고를 전날 등에 통달하면, 집행전에 자살되거나, 또는 집행관이 병 등을 이유로서 쉬는 경우가 많기 때문으로 여겨진다. 이 사전통지를 하지 않는 대외적인 이유로서는 "사형확정자의 심정의 안정 때문"이라고 하고 있다. 실제로 1975년 10월 3일에 후쿠오카 구치소에서 사형 집행 당일의 아침에, 전날 사형 집행을 통지받던 사형수가 왼쪽 손목을 면도기로 칼로 상처를 내 자살하고 있다. 이후, 사형수에 대하여 사형 집행을 전날에 통지하지 않게 되었다고 한다.
이 통지 방법에 대해서는 매일 아침, 집행이 예정되지 않고 있는 날에도, 사형확정자에게 불필요한 공포를 주어서 잔학하다고 내외에서 비판이 강하다. 또, 방어권의 행사·유언의 전달·가족간의 헤어짐의 인사 등을 하는 것도 불가능하므로, 사형폐지국이나 사형반대단체에서 강하게 비판되고 있다.
또, 집행을 담당하는 형무관에 대해서도 집행 당일에 직무명령이 통지된다고 한다. 이것은 형무관에 사전에 알리면, 정보누설의 위험이 있기 때문에다. 또 당일 결근하기 때문이라는 이야기도 있지만 진위불명이다. 담당하는 형무관은 통원중인이나 신혼인, 아내가 임신중인 등은 제외되어, 나머지 인원으로 선발된다고 한다.
사형 집행 당일, 민간인 사형확정자의 독방에는 사형확정자의 저항에 대비하고, 특별경비대라고 불리는, 완강한 형무관으로 구성된 일대가 보내져, 수석교정 처우관(처우 담당)보다 사형확정자에게 이제부터 사형을 집행하는 취지가 전해진다. 시간은 오전 9시부터 11시 사이가 통상이라고 한다.(구 일본형법 부칙 1조에서는 "오전10시 전"으로 되어 있었다) 담담하게 따르는 사람, 저항을 시도하는 사람, 공포로 망언자실이 되는 사람, 울부짖으면서 살려 달라고 빎을 하는 사람, 반응은 각양각색이다고 한다. 여기에서는 유서를 쓰는 시간이나, 실이나 짐을 정리하는 시간은 완전히 주어지지 않고, 즉석에서 특별경비대에 의해 형장으로 연행된다.
자위대의 경우는 헌병에 해당하는 경무과에서 차출된 자위관들이 이 역할을 맡는다고 한다.역시 자위대의 경우도 총살형 집행 명령은 당일날 떨어진다고 한다.이때 경무과에서 차출된 자위관들이 자위대원 사형수를 트럭에 태워 방위대신이 지정한 장소로 이동시켜서 총살형으로 자위대원의 사형을 집행토록 한다.

### 집행시설
집행 시설의 경우에는 보통 일반 구치소에서 교수형 집행 시설이 마련되어 있다. 다만 총살형을 집행하는 자위대의 경우에는 방위성 대신이 지정한 장소에서 집행된다.

### 사형집행

#### 민간인
사형 집행의 경우 민간인은 형사시설 내 구치소에서 지정된 절차에 따라서 교수형을 집행하는데, 다른 나라들은 용수를 사용하는 것 과는 다르게 일본은 눈만 가린 채로 교수형을 집행한다.

### 지역별 수용시설 사형집행건수(1993년 이후)
| 연도             | 삿포로 | 센다이 | 도쿄 | 나고야 | 오사카 | 요코하마 | 후쿠오카 | 합계 |
| ---------------- | ------ | ------ | ---- | ------ | ------ | -------- | -------- | ---- |
| 1993년           | 1      | 1      | 1    | 0      | 4      | 0        | 0        | 7    |
| 1994년           | 0      | 1      | 1    | 0      | 0      | 0        | 0        | 2    |
| 1995년           | 0      | 0      | 3    | 1      | 1      | 0        | 1        | 6    |
| 1996년           | 0      | 0      | 4    | 0      | 0      | 0        | 2        | 6    |
| 1997년           | 2      | 0      | 2    | 0      | 0      | 0        | 0        | 4    |
| 1998년           | 0      | 0      | 1    | 2      | 0      | 1        | 2        | 6    |
| 1999년           | 0      | 1      | 1    | 1      | 0      | 0        | 2        | 5    |
| 2000년           | 0      | 0      | 0    | 2      | 0      | 0        | 1        | 3    |
| 2001년           | 0      | 0      | 1    | 1      | 0      | 0        | 0        | 2    |
| 2002년           | 0      | 0      | 0    | 1      | 0      | 0        | 1        | 2    |
| 2003년           | 0      | 0      | 0    | 0      | 1      | 0        | 0        | 1    |
| 2004년           | 0      | 0      | 0    | 0      | 1      | 0        | 1        | 2    |
| 2005년           | 0      | 0      | 0    | 0      | 1      | 0        | 0        | 1    |
| 2006년           | 0      | 0      | 2    | 0      | 1      | 1        | 0        | 4    |
| 2007년           | 0      | 0      | 5    | 1      | 2      | 0        | 1        | 9    |
| 2008년           | 0      | 1      | 7    | 0      | 5      | 0        | 2        | 15   |
| 2009년           | 0      | 0      | 2    | 2      | 2      | 0        | 1        | 7    |
| 2010년           | 0      | 0      | 2    | 0      | 0      | 0        | 0        | 2    |
| 2011년           | 0      | 0      | 0    | 0      | 0      | 0        | 0        | 0    |
| 2012년           | 0      | 1      | 2    | 0      | 1      | 1        | 2        | 7    |
| 2013년           | 0      | 0      | 5    | 1      | 2      | 0        | 0        | 8    |
| 2014년           | 0      | 1      | 1    | 0      | 1      | 0        | 0        | 3    |
| 2015년           | 0      | 1      | 1    | 1      | 0      | 0        | 0        | 3    |
| 2016년           | 0      | 0      | 0    | 0      | 1      | 0        | 2        | 3    |
| 2017년           | 0      | 0      | 2    | 0      | 1      | 1        | 0        | 4    |
| 2018년           | 0      | 1      | 6    | 2      | 4      | 1        | 1        | 15   |
| 2019년           | 0      | 0      | 1    | 0      | 0      | 0        | 2        | 3    |
| 2020년           | 0      | 0      | 0    | 0      | 0      | 0        | 0        | 0    |
| 2021년           | 0      | 0      | 2    | 0      | 1      | 0        | 0        | 3    |
| 2022년           | 0      | 0      | 1    | 0      | 0      | 0        | 0        | 1    |
| 2023년           | 0      | 0      | 0    | 0      | 0      | 0        | 0        | 0    |
| 2024년           | 0      | 0      | 0    | 0      | 0      | 0        | 0        | 0    |
| 2025년           | 0      | 0      | 1    | 0      | 0      | 0        | 0        | 1    |
| 1993년 이후 합계 | 3      | 8      | 54   | 15     | 29     | 5        | 21       | 135  |

## 일본의 사형제도 역사

### 헤이안 시대 이전
율령체제 하에서는 사형으로서 '교(絞)'와 '참(斬)'의 두 종류가 있었다.
고사기(古事記)의 닌토쿠 천황기에 의하면, 반란을 계획한 남동생 부부를 야마베 오다테렌(山部大楯連)에 명으로 토벌시켰는데, 그 때 야마베가 그 처녀새가 하고 있던 타마쿠시를 사체로부터 빼앗아, 아내에게 준 것을 비난받아 처형되었다는 기록이 있다.일본 사서에서 나오는 사형 단어가 사용된 가장 오래된 사례다. 또한 가장 먼저 형벌로서 분명히 참수된 사람은 무녀에게 음란한 행위를 했다고 해서 유략천황에게 처단된 범고치 나오카(川直)이다.이후 중국의 영향을 받은 율령법이 정비되면서 형벌의 하나로 사형제도가 형성되었다.

### 헤이안 시대
헤이안 시대에는 사가 천황이 818년(홍인 9년)에 도범에 대한 사형을 정지하는 선지(弘)를 공포했다. 당시 헤이안시대에는 불교를 중요시 했던 때라 사형을 전면적으로 정지 또는 폐지하는 법령이 나온 적은 없지만, 사형 범위가 축소되는 동시에 실제로 집행되는 일이 없어지고, 이윽고 전면적인 사형 정지가 선례(관습법)로서 확립되었다고 생각된다. 사가 천황의 선지에서 호겐의 난이 일어난 1156년(호겐 원년)까지 338년 동안 전국적으로 평시 사형이 폐지되어 경에서는 평시·전시 예외 없이 사형 집행이 정지되었다. 한편, 사형과는 다르지만, 조헤이텐케이의 난 등 지방에서의 전쟁에서는, 추토 대상자는 살해되는 것이 보통이었다.조헤이텐케이(の乱平天討)의 난에서는 토벌된 타이라노마사카도(平将門)와 후지와라노 준토모(純原首が)의 목이 교토에서 효시되어 해고되었다.또 985년에는 도적 후지와라 나리아키(非原使明)가 검비위사에 의해 오미(近江)에서 피살되어 참수된 기록이 있다.

### 중세
중세에는 사형선고를 받은 사람의 목을 자르거나 활로 쏴서 죽였다. 중세에서도 사형으로서 '교(絞)'와 '참(斬)'의 두 종류가 있었다.

### 에도 시대
혹형의 경향은 에도시대 초기까지 계속되었지만, 너무 잔혹한 형벌은 결국 폐지되었다. 무사에 대해서는 할복 또는 참수, 무사가 아닌 계급에는 쇠톱, 화죄, 하수인, 사죄, 옥문이 적용되었다. 할복은 무사로서의 명예를 존중하는 형식이며 참수는 불명예형으로 불명예스러운 죄에 대해 행해졌다. 예를 들면, 시마하라 번주였던 마쓰쿠라 가쓰이에가문은 시마하라의 난이 발생한 책임을 추궁받아 다이묘(大名)에 대한 응징으로 참수형(斬)이 적용되었다.
에도시대의 형벌도 경범죄에 대해서 사형을 적용해, 중죄에 연좌제를 채용한다고 하는 것처럼 치안 목적의 경향을 강하게 읽어낼 수 있지만, 밀통하게 생명형이 예고되어 있거나 같은 생명형 안에서도 부모 살해(존속 살인)나 주살인은 한층 무겁게 처벌되고 있던 것등에서, 사형이 당시의 문화나 신분 질서 유지를 목적으로 행해지고 있던 면이 있는 것도 읽어낼 수 있다. 1232년 제정된 성패식목에서는 사범이 정해져 있으며, 1241년 추가에는 살인죄에 대해 참(斬)자가 부과된다고 한다.
8대 장군 도쿠가와 요시무네때 정해진 공사방어정서에 따라 사형의 종류는 화형, 옥문, 사형, 할복 등으로 한정되었고, 잔학한 방식에 의한 사형을 제한하는 방향으로 이어졌다.다만 공사방어정서는 에도마치 봉행만이 열람을 허락할 수 있는 비법이었기 때문에 죄형법정주의에 의한 사형이 행해진 것은 아니다. 오와리 번주 도쿠가와 무네하루는 통치 기간 중 영내에서 사형을 폐지했다.그의 사상을 기록한 "온지정요"에서는, 사형에 대해 "회복할 수 없는 형벌"이라고 해, 그 운용은 신중 위에 신중을 거듭해야 한다고 말하고 있다. 또 에도시대에 법제화된 복수극은, 육친을 살해당한 유족이 상대에게 복수하기 위해서 행해지는 사형이었지만, 이것을 허락받은 것은 무사 계급뿐이며, 대상도 존속을 살해한 자이며 자제의 경우에는 용서받지 못한 것 외 적토(敵)는 결투이기 때문에, 적이 되는 측이라도 "반복"이 허락되고 있었다.

### 근대
메이지 정부는 성립 당초, 에도 시대의 입법을 준용하고 있었을 때, 계속해서 에도 시대의 형벌이 실시되고 있었다. 그러나, 구미의 근대법의 영향을 받아서 각법전이 정비되어 가면, 형벌의 간략화와 잔혹한 형의 폐지, 죄형법정주의의 담보가 행해져 갔다.
1870년(메이지 3년)에 잠정형법인 새율강령을 정하고, 사형을 "참(斬)"과 "교(絞)"의 2종류에 한정. 교수 방법은, 느티나무의 기둥(絞기둥) 앞에 수형자를 서게 한 뒤에서, 그 목에 감은 줄을 기둥의 구멍으로부터 기둥의 배후에 돌리고, 거기에 20관 (약 75 kg)의 분동을 달아 맨 후, 발 아래 디딤판을 떼서 형의 집행을 끝마친다고 하는 것이었다. 이 강령에서는 형법전의 출판과 반포가 처음으로 인정을 받아, 죄형법정주의가 담보되었다. 메이지 6년 태정관포고 65호에 의해, 교형의 집행 방법이 교기둥식으로부터 교가(絞架)식으로 바뀌었다. 또 1880년(메이지 13년)에는 프랑스 형법전을 기본에 일본 사회의 특성을 가미해서 형법(구 형법)이 제정되어, 교수만으로 사형집행 방법이 한정되었다. 이 형법에 의해 에도 시대와 비교해서 사형이 적용되는 범죄는 크게 한정되게 되었다. 또 예외로, 현역 일본군 소속 군인에 대하여 적용이 된 육해군 군형법(육군형법 및 해군형법)은 최고형으로 총살형에 의한 사형이 존재했다.
근대 일본에 있어서 사형제도폐지 법안이 제국의회에 제출된 것은 1900년으로, 안도 카메타로(安藤亀太郎), 다카스가 유즈루(高須賀穰), 네모토 쇼(根本正)가 공동 제출했다. 이것은 당시 구주의 사형폐지론의 영향을 받은 오가와 시게지로(小河滋二郎)와 같은 실무파가 주장하고 있었던 것이 배경으로 있지만, 큰 사회적 조류가 될 일은 없었다.
1908년에는 현행 형법이 시행되어, 현재까지 몇 번 정도의 개정이 행하여지고 있지만, 기본적으로는 현재와 사형이 적용되는 범죄는 변함없다. 그렇지만 사형적용 범죄로서 황실에 관한 죄 가운데, 천황 및 황족을 살해 혹은 위해를 더하려고 하는 대역죄는, 생명을 빼앗을 때까지 이르지 않고 미수(예비도 포함)여도 사형만이 적용되고 있었다. 그 때문에 행덕 사건(ja:幸徳事件)에서는 24명이, 도라노몬 사건과 사쿠라다몬 사건(ja:桜田門事件)에서는 1명씩(박열 사건은 사형판결을 받았지만 특별사면)이 사형이 되었다. 대역죄는 전후가 되어서 GHQ에 의해 국민주권의 이념에 어긋난다는 판단으로 폐지되었다. 이상의 것부터, 사형의 적용 사건은 일본에 서도 다른 근대제국과 동일하게 대폭으로 한정되게 되어 오고 있다고 말할 수 있다.

### 전후에서 현대
1945년, 일본은 제2차 세계대전(태평양전쟁)에 패 한후 연합국의 점령정책 아래 기존의 법제도를 민주적으로 개혁해야 했다. 형사정책 관계에서는 종래의 형사소송법이 비교적 엄격한 법절차를 존중하는 영미법을 본뜬 것으로 개정되었지만, 사형제도 자체는 존속하고 있었다. 당시 전후 혼란기의 흉악범죄 증가라는 배경도 있어 사형선고 및 집행이 많았지만, 종래의 자백편중주의 수사방법이 시행되고 있었기 때문에 후년에 문제가 된 속죄사건이 많이 발생하였다.
현대에 들어서 이들 사형제 폐지 움직임에 대해 법무성은 일본 정부가 실시한 여론조사 결과 일본의 국민 여론이 사형제 존치론이 다수라며 사형제를 유지해야 한다며 현재까지 사형제를 폐지해서는 안 된다는 입장을 고수하고 있다. 그러나 2015년 1월 발표된 여론조사에서는 종신형(가석방 없는 무기형)을 도입할 경우 '그래도 여전히 사형을 지지한다.'는 의견이 51%로 나타났다. 1946년 이후 2007년 3월까지 사형 확정자(자살·옥사·사면 감형 제외)는 728명으로, 그때까지 사형 집행된 사람은 627명, 이 시점에서 집행되지 않은 미집행자는 101명이었다.

## 같이 보기
- 미국의 사형제
- 일본의 재판소
- 일본의 법
- 나가야마 노리오
- 가메이 시즈카